# Waganesh Mekasha
Waganesh Mekasha (* 16. Januar 1992) ist eine äthiopische Langstreckenläuferin.
2011 wurde sie beim Juniorinnenrennen der Crosslauf-Weltmeisterschaften in Punta Umbría Vierte und gewann mit der äthiopischen Mannschaft Gold. Im weiteren Verlauf der Saison gewann sie den Wiezoloop und den Zevenheuvelenloop.
2012 siegte sie beim Rabat-Halbmarathon.

## Persönliche Bestzeiten
- 3000 m: 8:51,76 min, 5. Juni 2011, Rabat
- 5000 m: 15:11,50 min, 16. Juli 2011, Heusden-Zolder
- 10-km-Straßenlauf: 32:26 min, 23. Juli 2011, Wierden
- 15-km-Straßenlauf: 48:33 min, 20. November 2011, Nijmegen
- Halbmarathon: 1:11:11 h, 1. April 2012, Rabat